# Coalición Institucionalista Democrática
Coalición Institucionalista Democrática (CID) fue un partido político ecuatoriano de derecha de corte populista, creado por el ex presidente Otto Arosemena como plataforma política propia, por el cual fue elegido presidente en las Elecciones presidenciales de Ecuador de 1966.

## Historia
Otto Arosemena formó el partido CID en 1965 como plataforma política propia para candidatearse como presidente, al haber anunciado la Junta Militar que convocaría a elecciones. Arosemena formó el partido como escisión del Partido Social Cristiano.
Arosemena fue elegido como diputado constituyente en las Elecciones a la Asamblea Constituyente de Ecuador de 1966 y sorpresivamente fue elegido presidente interino en las elecciones presidenciales realizadas por la Asamblea Constituyente con el apoyo de todos los partidos de derecha.
La CID no tuvo mayor representación electoral, obteniendo 3 diputados en las Elecciones legislativas de Ecuador de 1979, obteniendo la vicepresidencia del Congreso Nacional en 1980 para Gil Barragán. El partido no volvió a obtener escaños legislativos, pero formó parte del gobierno de León Febres Cordero al formar parte del Frente de Reconstrucción Nacional, con el cual ganaron la presidencia de la república en las Elecciones presidenciales de Ecuador de 1984. El partido fue reformado en 2 ocasiones al perder mucha de su influencia tras la muerte de Otto Arosemena, primero en 1986 siendo renombrado como Coalición Nacional Republicana, y en 1988 como el Partido Republicano, año en que perdió su vida jurídica.

## Resultados Electorales

### Elecciones Presidenciales
| Año  | Candidatos            | Candidatos            | 1a Vuelta             | 1a Vuelta             | 2.ª Vuelta            | 2.ª Vuelta            | Resultado             | Notas                                       |
| Año  | Presidente            | Vicepresidente        | Votos                 | %                     | Votos                 | %                     | Resultado             | Notas                                       |
| ---- | --------------------- | --------------------- | --------------------- | --------------------- | --------------------- | --------------------- | --------------------- | ------------------------------------------- |
| 1966 | Otto Arosemena        | -                     | 40                    | 48.78%                | -                     | -                     | Electo                | Electo como presidente interino             |
| 1968 | No presentó candidato | No presentó candidato | No presentó candidato | No presentó candidato | No presentó candidato | No presentó candidato | No presentó candidato | No presentó candidato                       |
| 1979 | Sixto Durán Ballén    | José Icaza Roldós     | 328.461               | 23.86%                | 471.657               | 31.51%                | 2.º Lugar             | Parte de Frente Nacional Constitucionalista |
| 1984 | León Febres Cordero   | Blasco Peñaherrera    | 600.563               | 27.20%                | 1.381.709             | 51.54%                | Electo                | Parte de Frente de Reconstrucción Nacional  |
| 1988 | Guillermo Sotomayor   | Leonardo Droira       | 33.734                | 1.11%                 | -                     | -                     | 10.º Lugar            | Como Partido Republicano                    |